# Akademia Federalnej Służby Ochrony
Akademia Federalnej Służby Ochrony Федеральное государственное казённое военное образовательное учреждение высшего образования Академия Федеральной службы охраны Российской Федерации – rosyjska państwowa wyższa uczelnia, wchodząca w skład struktur organów bezpieczeństwa Federacji Rosyjskiej; rozlokowana w Orle.